# Gambit ultimativna boeinga 747
Gambit ultimativna boeinga 747 jest kontraargument modernih inačica paleyjevskih argumenata dizajna. Uveo ga je Richard Dawkins u 4. poglavlju svoje knjige Deluzije o Bogu iz 2006. "Zašto gotovo sigurno nema Boga".
Argument je dosjetka na argument o "tornadu koji prolazeći kroz smetlište sastavi boeing 747" koji se obično rabi za opovrgavanje abiogeneze i evolucije kao neizmjerno nevjerojatne, istovremeno navodeći Božju egzistenciju kao onu koja bolje objašnjava egzistenciju života. Po Dawkinsu je ova logika samoporazna jer teist onda mora objasniti da li je sam bog stvoren od drugog inteligentnog dizajnera ili je pak neki proces mogao stvoriti boga. Ako je egzistencija jako složenog života na Zemlji jednaka boeingu 747 koji mora biti nekako objašnjen, onda je egzistencija jako složena boga jednaka "ultimativnu boeingu 747" koji istinski zahtijeva nemogućnost objašnjenja svoje egzistencije po Dawkinsu.

## Kontekst i povijest
Richard Dawkins počinje Deluziju o Bogu jasno pišući da je Bog o kojem on piše abrahamski koncept osobnog boga koji je podložan štovanju. On razmatra egzistenciju takva bića nalik bilo kojem znanstvenom pitanju jer bi svemir s takvim bogom bio značajno drugačiji od svemira bez njega te dodaje da bi takva razlika morala biti empirijski pronicljiva. Stoga Dawkins zaključuje da se ista vrsta promišljanja može primijeniti na hipotezu o Bogu kao na svako drugo znanstveno pitanje.

## Dawkinsova tvrdnja
Dawkins sažima svoj argument kako slijedi. Referencije na "kran" i "nebesku kuku" predstavljaju ideje uzete iz Darwinove opasne ideje, knjige Daniela Dennetta.